# Port Gibson, Mississippi
Port Gibson là một thành phố thuộc quận Claiborne, tiểu bang Mississippi, Hoa Kỳ. Năm 2010, dân số của thành phố này là 1 567 người.

## Dân số
- Dân số năm 2000: 1 842 người.
- Dân số năm 2010: 1 567 người.